# Ivkovački Prnjavor
Ivkovački Prnjavor (izvirno srbsko Ивковачки Прњавор) je naselje v Srbiji, ki upravno spada pod Mesto Jagodina; slednja pa je del Pomoravskega upravnega okraja.

## Demografija
V naselju, katerega izvirno (srbsko-cirilično) ime je Ивковачки Прњавор, živi 83 polnoletnih prebivalcev, pri čemer je njihova povprečna starost 42,5 let (43,2 pri moških in 42,1 pri ženskah). Naselje ima 31 gospodinjstev, pri čemer je povprečno število članov na gospodinjstvo 3,29.
To naselje je, glede na rezultate popisa iz leta 2002, večinoma srbsko.
|  |

| Demografija | Demografija     | Demografija     |
| Leto        | Št. prebivalcev | Št. prebivalcev |
| ----------- | --------------- | --------------- |
|             |                 |                 |
|             |                 |                 |
|             |                 |                 |
|             |                 |                 |
| 1948        | 210             |                 |
| 1953        | 221             |                 |
| 1961        | 207             |                 |
| 1971        | 164             |                 |
| 1981        | 131             |                 |
| 1991        | 131             | 129             |
| 2002        | 105             | 102             |
|             |                 |                 |

| Etnična sestava po popisu iz leta 2002 | Etnična sestava po popisu iz leta 2002 | Etnična sestava po popisu iz leta 2002 | Etnična sestava po popisu iz leta 2002 | Etnična sestava po popisu iz leta 2002 |
| -------------------------------------- | -------------------------------------- | -------------------------------------- | -------------------------------------- | -------------------------------------- |
| Srbi                                   | Srbi                                   |                                        | 101                                    | 99,01%                                 |
| Neznano                                | Neznano                                |                                        | 0                                      | 0,0%                                   |